# Klitorisvorhaut

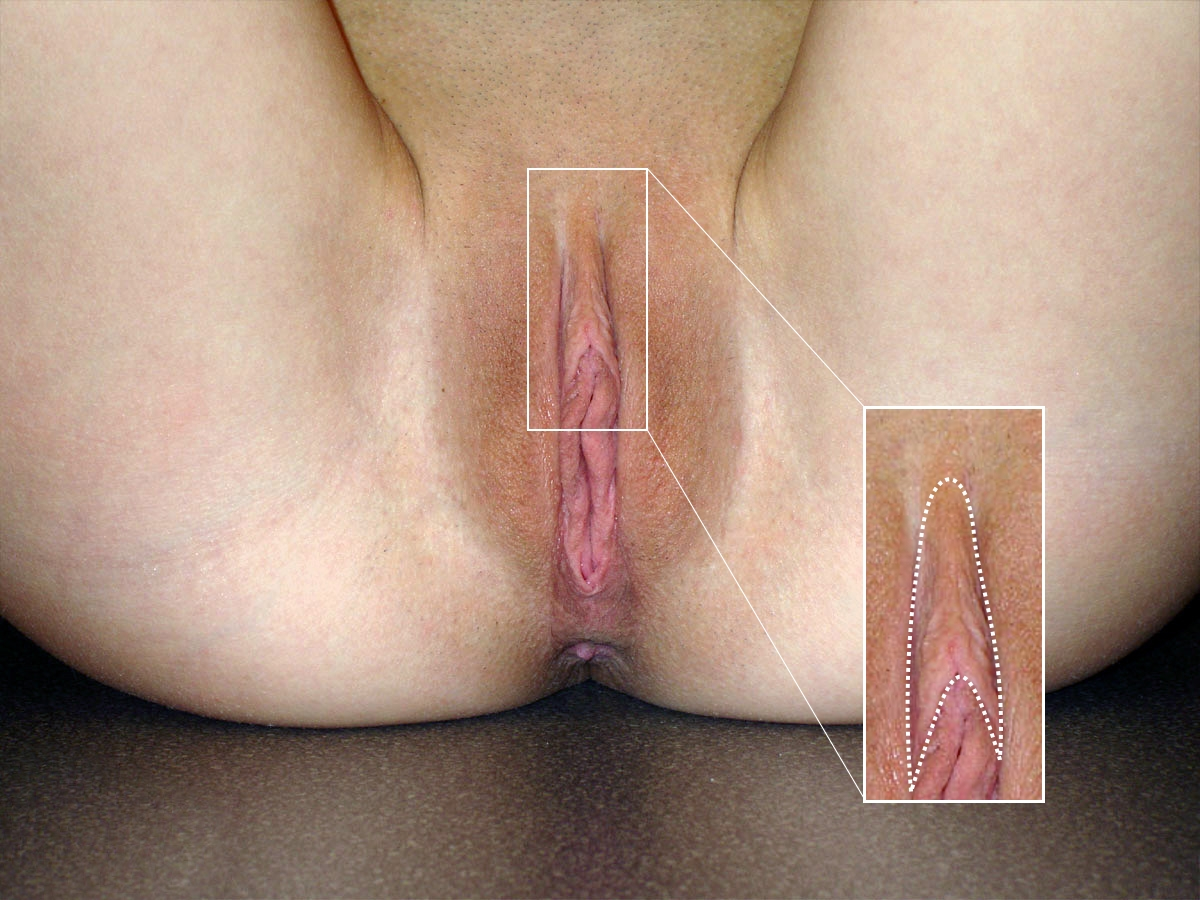
Vulva mit markierter Klitorisvorhaut

Klitorisvorhaut (lateinisch Praeputium clitoridis) ist eine Hautfalte in der Vulva, die die Klitoriseichel, Glans clitoridis, und den Klitorisschaft, Corpus clitoridis, als den äußeren, sichtbaren Teil der Klitoris bedeckt. Sie stellt eine bauchseitige (ventrale) Erweiterung der kleinen Schamlippen, Labia minora pudendi, dar und kann anatomisch als ein Teil von diesen betrachtet werden. Dieser obere Teil der kleinen Schamlippen bildet zum einen (medial) das Kitzlerbändchen, Frenulum clitoridis, und seitlich, sich beidseits aufzweigend, die kapuzenartige Verdeckung der Klitoris, eben die Klitorisvorhaut. Die Klitorisvorhaut mündet ventral in den Venushügel. Die Funktion der Klitorisvorhaut besteht im Schutz der darunter liegenden Klitoriseichel; das direkte Äquivalent beim Mann ist die Vorhaut des Penis.

## Ausprägung

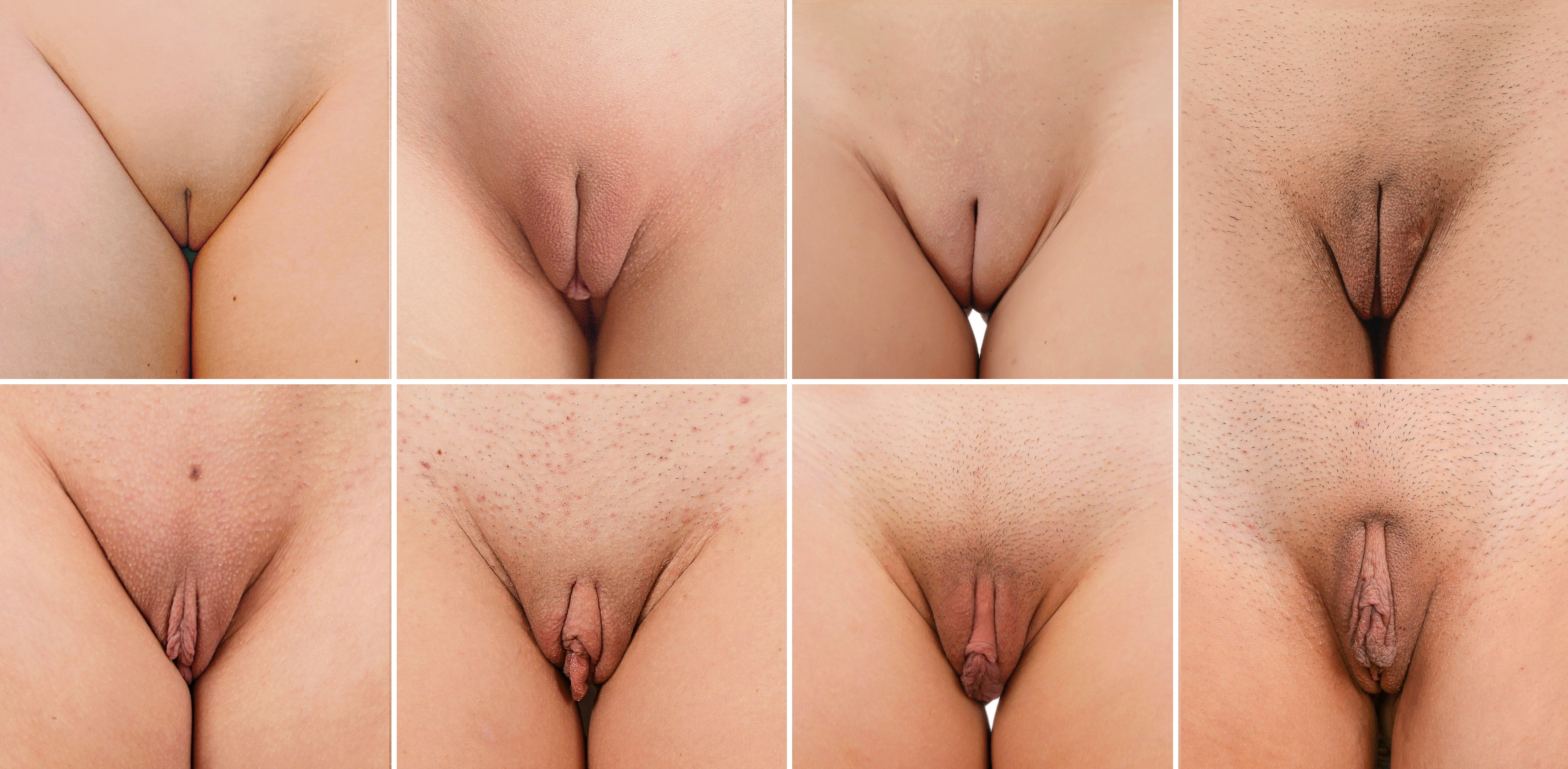
Unterschiedlicher Ausprägungsgrad der Klitorisvorhaut bei erwachsenen Frauen, nach Entfernung der Intimbehaarung gut ersichtlich: bei einigen stehend bei geschlossenen Beinen deutlich sichtbare Klitorisvorhaut (Reihe unten), bei anderen vollständig durch die äußeren Schamlippen verdeckt (Reihe oben).

Die Größe und Form der Klitoris wie auch der Vorhaut ist individuell sehr unterschiedlich, deshalb kann die Glans teilweise oder vollständig bedeckt sein oder auch freiliegen. Die Klitorisvorhaut kann ihrerseits von den großen Schamlippen verdeckt sein oder herausragen.
Das Praeputium clitoridis wird in gleicher Weise wie die männliche Vorhaut des Penis (Praeputium penis) bei Embryonen von 55 bis 60 mm Scheitel-Steiß-Länge angelegt.
Bei den meisten Säugetieren ist die Klitorisvorhaut mit der Klitoriseichel verwachsen, bei Pferden und Hunden umgibt das Praeputium clitoridis ein Grübchen, Fossa clitoridis, in dem die Glans freiliegt. Beim Menschen hat eine Verwachsung Krankheitswert und wird als Klitorisadhäsion bezeichnet.

## Klitorisadhäsion
Zwischen Klitorisvorhaut und Klitoriseichel kann es zu einer mehr oder weniger ausgeprägten Klitorisadhäsion kommen, zur Verklebung der Vorhaut mit der Eichel. Darüber hinaus wurde in einer Studie bei 22 % der Frauen eine Klitorisphimose festgestellt, eine Verengung der Klitorisvorhaut.

## Klitorisvorhautpiercing

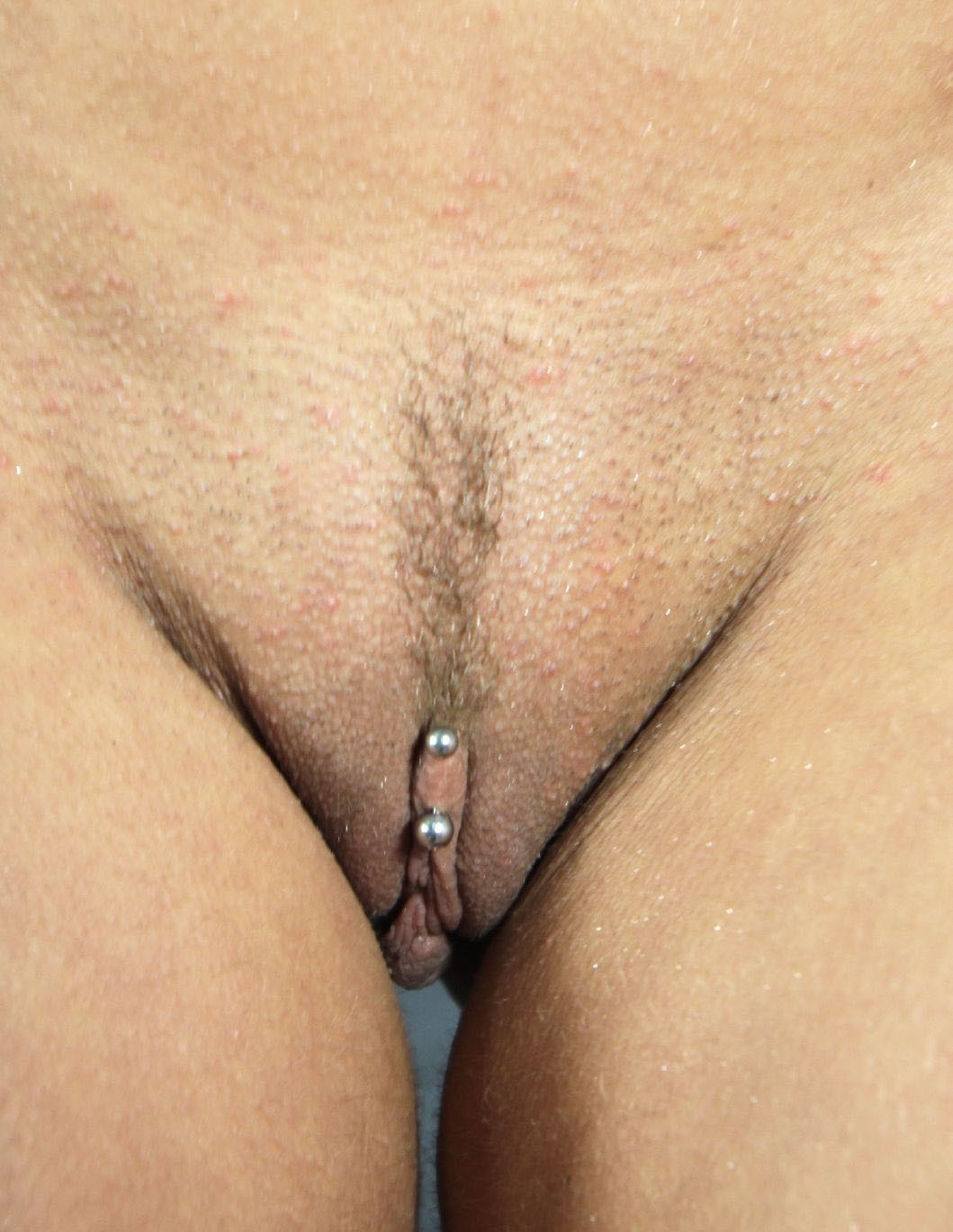
Piercing der Klitorisvorhaut

Ein Klitorisvorhaut-Piercing ist eine Form des Klitorispiercings. Dabei wird horizontal bzw. vertikal durch die Vorhaut ein Piercing angebracht. Das Piercing kann eine luststeigernde Wirkung haben.

## Klitorisvorhautreduktion
Klitorisvorhautreduktion bezeichnet die Entfernung oder Kürzung der Klitorisvorhaut. Die Klitorisvorhautreduktion wird kosmetisch und teilweise auch funktionell begründet.